# (858) El Djezaïr
(858) El Djezaïr és un asteroide que forma part del cinturó d'asteroides i va ser descobert per Frédéric Sy des de l'observatori d'Alger, a Bouzaréah, Algèria, el 26 de maig de 1916.
Inicialment es va designar com 1916 a. Més endavant, va rebre el nom àrab de la ciutat algeriana d'Alger.
El Djezaïr orbita a una distància mitjana de 2,811 ua del Sol, podent acostar-se fins a 2,525 ua. La seva excentricitat és 0,1015 i la inclinació orbital 8,874°. Empra 1721 dies a completar una òrbita al voltant del Sol.